# Juno űrszonda

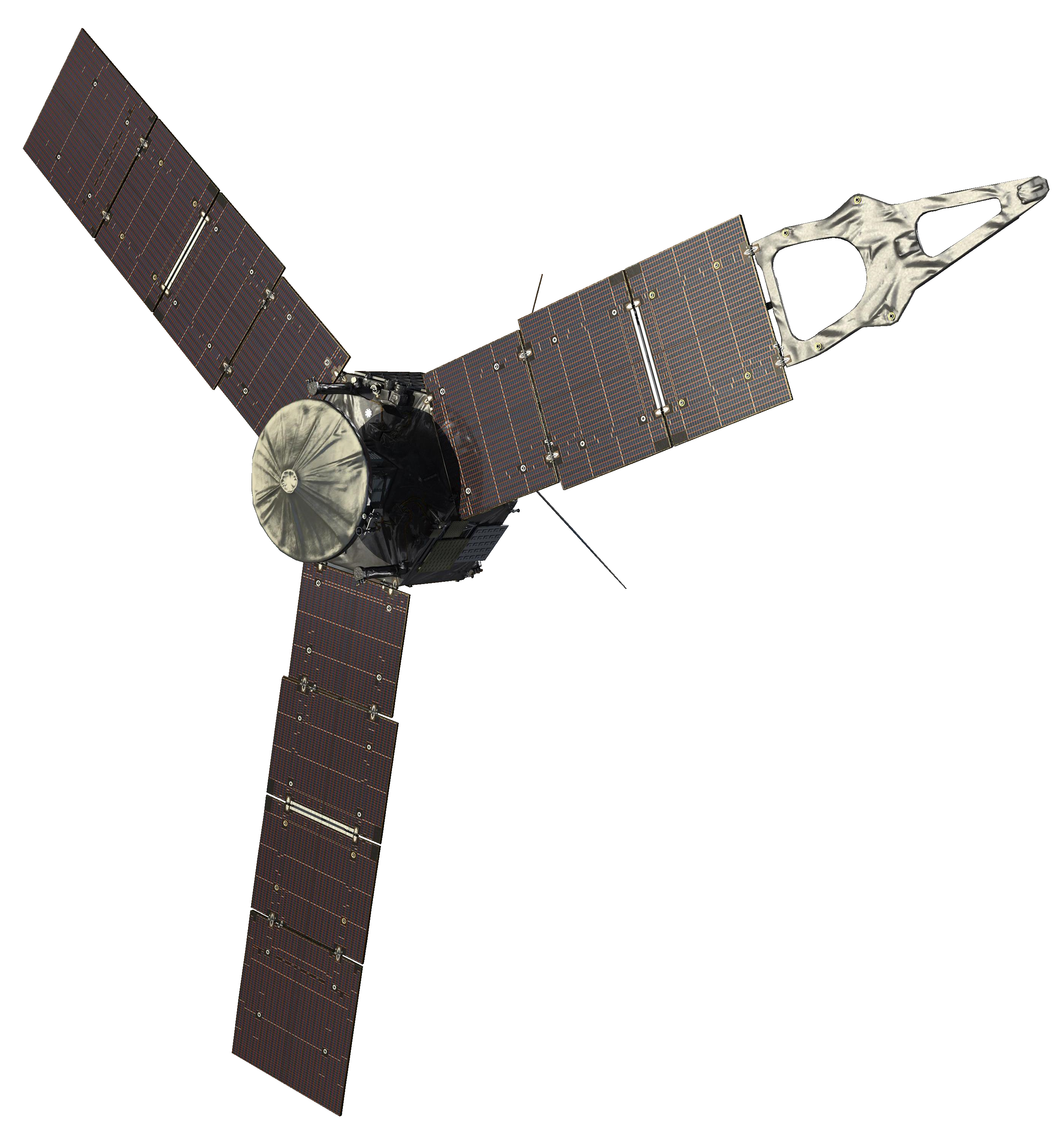
A Juno űrszonda

A Juno amerikai űrszonda a New Frontiers program második küldetése, melyet 2011-ben indítottak a Jupiter felé. A küldetés költsége 700 millió  USD. Eredetileg a JIMO szondát indították volna a Jupiter környezetének vizsgálatára, de a nagy költségek miatt törölték ezt a programot. A Juno poláris pályáról vizsgálja a Jupiter mágneses terét, a bolygó magját és légkörét. Ez az első olyan űrszonda a Jupiterhez, amelynek energiaellátását napelemekkel biztosítják.

## Küldetés

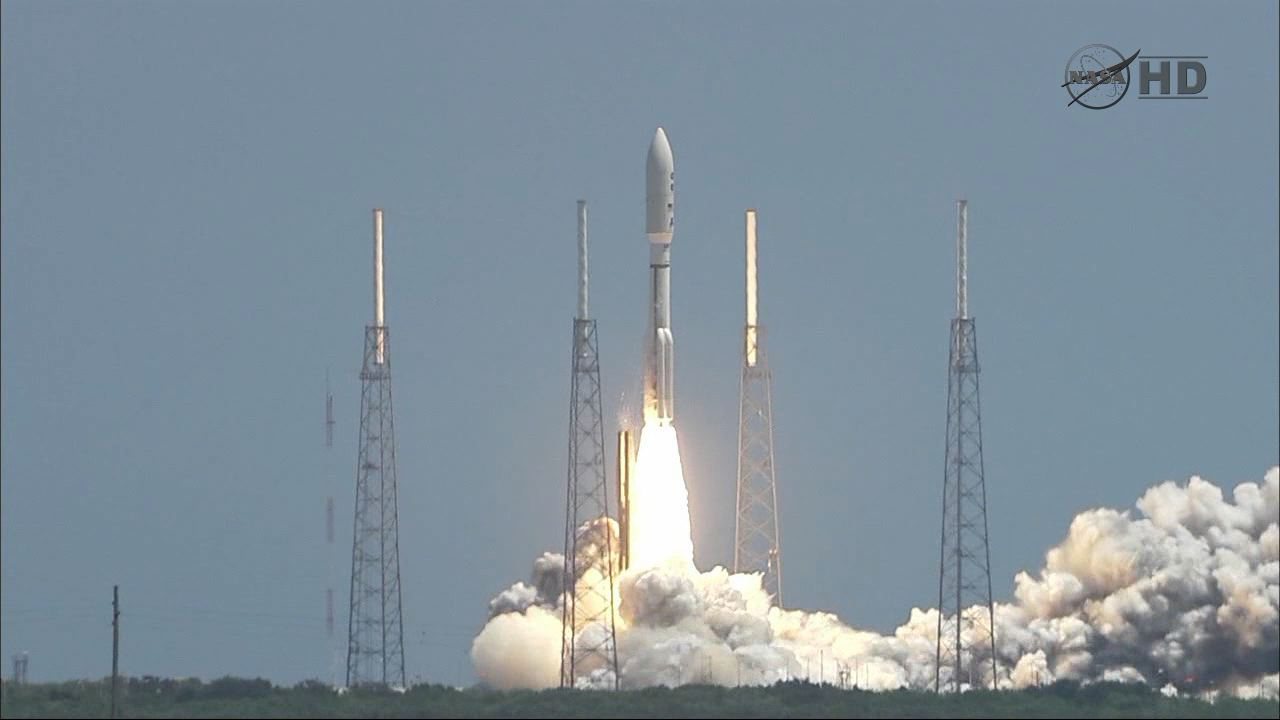
A Juno indítása

A Juno indítására 2011. augusztus 5-én került sor Atlas V hordozórakétával. Indítása időben veszélyesen közel volt a Curiosity űrszondáéhoz, két Atlas V rakétaindítás között legalább 60 napnak kell eltelnie, ennél gyorsabban a jelenlegi létszámmal nem tudnak felkészülni a következő indításra. 2011. augusztus 26-án a kamerát célzó ellenőrzés során 9,5 millió km távolságról lefényképezte a Föld-Hold párost. 2013. október 9-én 558 kilométerre közelítette meg a Földet Dél-Afrika fölött. Nem sokkal az elrepülést követően az Európai Űrügynökség 15 méteres perthi antennája fogta jelzését, mely azt mutatta, hogy automata biztonsági módba állt. A Juno a kutatók szerint az elvártnak megfelelően működött a biztonsági módba lépés folyamán.
Öt évig tartó útja során a szonda 2013-ban egy gravitációs hintamanőver során egyszer repült el a Föld mellett.
2,8 milliárd kilométeres repülés után 2016. július 4-én érkezett meg a Jupiterhez, ahol 35 perces fékezés után (amihez a hajtóművét használta) bolygó körüli pályára állt. A bolygó körül a Galileo űrszondáénál lényegesen alacsonyabb, 4100 km-es, 53 napos periódusú poláris pályára állt levegőfékezéssel.
2016. október 18-án a szonda automatikusan biztonságos üzemmódra váltott. A berendezés adatgyűjtést nem végzett egy ideig, de a földi központtal ez alatt is tartotta a kapcsolatot.
Eredetileg úgy tervezték, hogy a keringési periódust csökkentik 14 napra (és ezzel a pálya magasságát), de ezt elvetették, mert két hélium-szelep miatt a fékezés ilyen eredménnyel nem hajtható végre, mivel azoknak több percig tart a kinyitása, a főhajtóművet viszont csak pár másodpercig kellene üzemeltetni. A magasabb pálya egyik előnye, hogy a szonda rövidebb ideig tartózkodik a Jupiter erős sugárzási övezetében, ami károsítja a berendezéseit. Tudományos előny, hogy a Juno tanulmányozhatja a Jupiter magnetoszféráját, illetve annak távolabbi területét, a „csóváját”, és a magnetopauzát is. Ezek nem szerepeltek az eredeti kutatási tervben. A Juno ezzel a módosítással 2018 júliusáig működtethető marad pénzügyi szempontból is, ez az idő 12 keringésre elég. A 2017 februárjáig elemzett mérések azt mutatják, hogy a Jupiter mágneses tere és aurórája erősebb, mint korábban gondolták.
Tervezett élettartama a bolygó körül 32 keringés (körülbelül két év) volt, mielőtt a légkörbe irányítva megsemmisült volna. Később azonban a küldetést meghosszabbították 2025 szeptemberéig.

### Tudományos célok
- A Jupiter atmoszférájában található víz mennyiségének pontos meghatározása. Így eldönthető, hogy melyik bolygóképződési teória helytálló.
- Az atmoszféra összetételének felderítése, hőmérsékletének megállapítása, a felhőmozgások feltérképezése
- A bolygó mágneses terének mérése, hogy a belső szerkezetét "feltárhassuk"
- A magnetoszféra részletes vizsgálata a sarkoknál, sarki fények figyelése, és az atmoszférára gyakorolt hatásuk felderítése

## Felépítés

### Napelemek

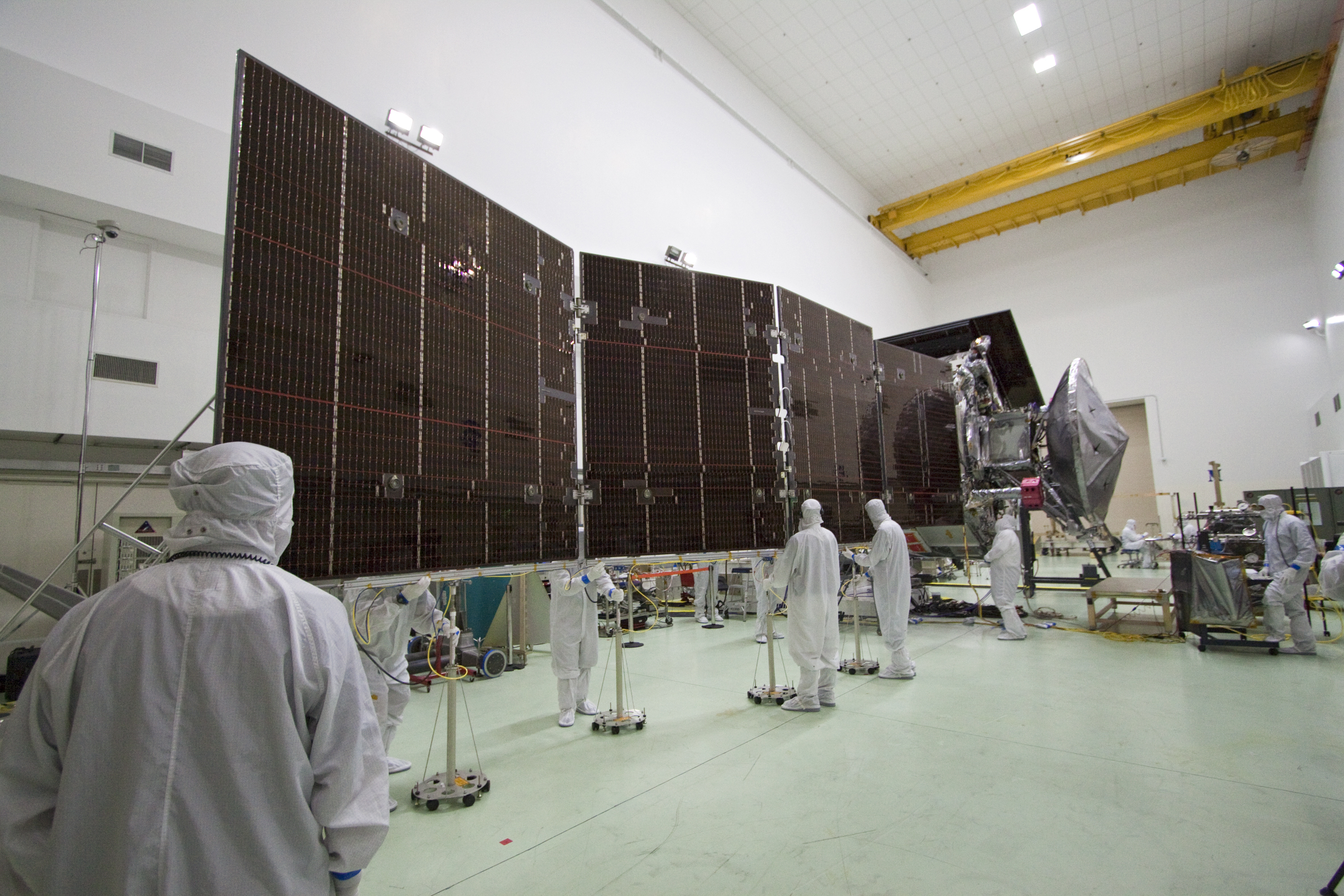
A napelemtáblák tesztelés közben

A Galileo űrszondával ellentétben a Juno napelemtáblákat használ radioizotópos termoelektromos generátorok (RTG) helyett. Ennek oka a továbbfejlesztett és hatékony napelem-technológia. Az RTG-k korlátozták volna az élettartamát. A Juno az első szonda, melyet napelemes energiaellátással a Naprendszer külső részére küldenek. A három napelemből összesen 435 wattnyi energiát nyerhet Jupiter körüli pályán.

### Műszerei
- Microwave Radiometer (MWR)[12]
- Jovian Infrared Auroral Mapper (JIRAM)[13] (Az Olasz Űrügynökség hozzájárulása a projekthez.)[14]
- Fluxgate Magnetometer (FGM)
- Advanced Stellar Compass (ASC)
- Jovian Auroral Distribution Experiment (JADE)
- Jovian Energetic Particle Detector Instrument (JEDI)
- Radio and Plasma Wave Sensor (WAVES)
- Ultraviolet Imaging Spectrograph (UVS)
- JunoCam[15]

### A műhold védelme
Mivel a Juno űrszonda keringési pályája alacsonyabb elődjénél, erősebb védelmet igényelnek az érzékeny elektronikus műszerei a nagy erejű töltött részecskékkel és a Jupiter erős mágneses terével szemben. Erre a célra a jól árnyékoló ólom helyett a jobb mechanikai tűrésű titánt választották (hogy biztosan elviselje a kilövés rázkódásait). Összesen 200 kg titánt használtak fel. Bizonyos elektromos berendezéseket volfrámból készítettek, és olyan is akad, amelynek van saját sugárvédelmi "doboza".

## Nevének eredete
Juno neve a római mitológiából származik. Jupiter főisten felhőkbe burkolózik, hogy azok elrejtsék a csínytevéseit, azonban Juno istennő, a felesége képes rá, hogy átlásson a felhőkön és felfedje Jupiter igazi természetét.

## Galilei-lemez és Lego minifigurák

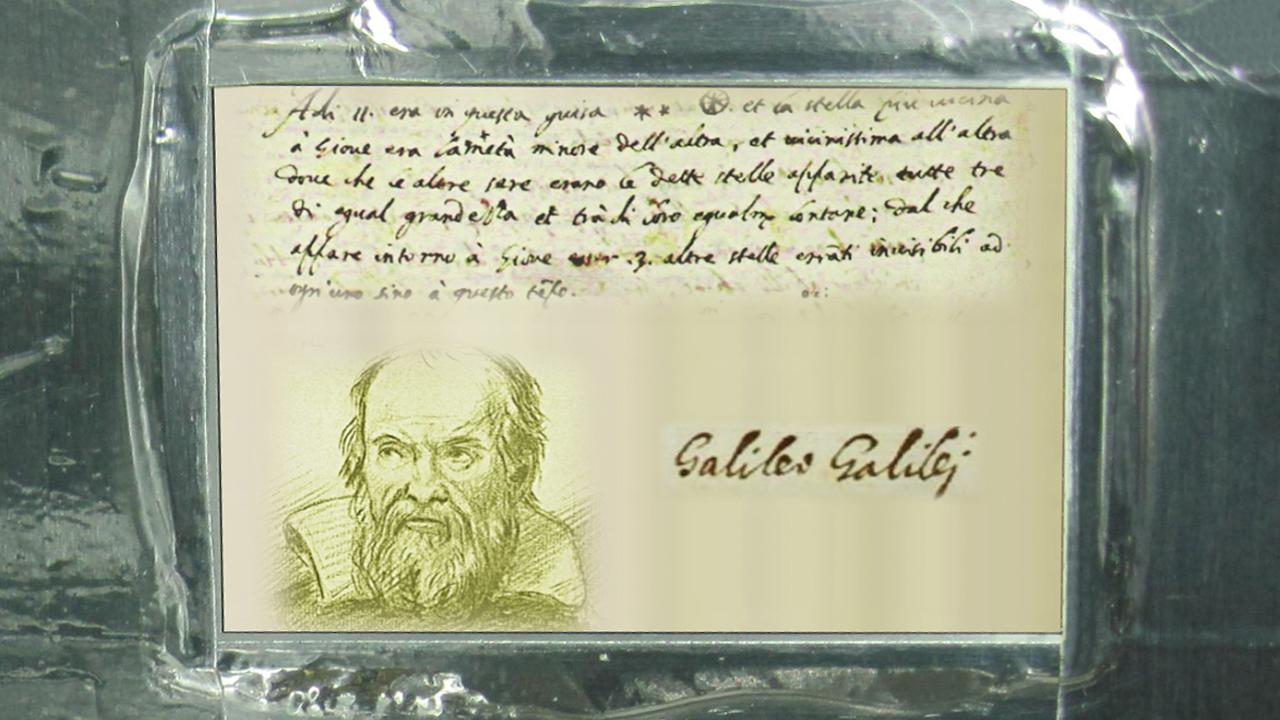
Galilei-lemez

Galileo Galilei tiszteletére a Juno egy lemezt visz magával, melyet az Olasz Űrügynökség (Italian Space Agency) ajánlott fel. A 7,1×5,1 centiméteres, 6 gramm tömegű alumínium lemez Galilei önarcképét ábrázolja, és a tudós kézírásos feljegyzését 1610-ből, amikor felfedezte a Jupiter négy holdját, melyeket később Galilei-holdaknak neveztek.
Az űrszonda három LEGO minifigurát is szállít, melyek Galileit, Jupiter római istent és feleségét, Junót ábrázolják. Jupiter figurája villámokat tart a kezében, Juno pedig nagyítóüveget, az igazság keresésének jelképét. Galilei a teleszkópját vitte magával az útra. A szokásos műanyag helyett ezek a figurák alumíniumból készültek, hogy elviseljék az űrutazás extrém körülményeit.

## Külső hivatkozások
- NASA Selects New Frontiers Concept Study: Juno Mission to Jupiter Archiválva 2011. október 15-i dátummal a Wayback Machine-ben
- The Juno Mission to Jupiter
- Juno Website
- Frey, Sándor: Juno a Jupiterhez. Űrvilág.hu, 2008. november 26. (Hozzáférés: 2008. november 26.)
- Juno Armored Up to Go to Jupiter Archiválva 2021. május 10-i dátummal a Wayback Machine-ben